# Ariel Mlynarzewicz
Ariel Mlynarzewicz (Buenos Aires, Argentina; 2 de agosto de 1964) es un pintor, dibujante y grabador argentino.
Ganador del Gran Premio de Grabado en el Salón Nacional, 2008. Realizó en 2009 la pintura de la cúpula del hall del Teatro Regio de Buenos Aires.

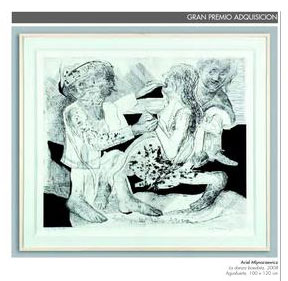
La danza boedista, 2008. Aguafuerte, 100 x 120 cm

## Biografía
En 1986 fue becado por la Universidad Nacional de Cracovia (Polonia), para realizar un posgrado en técnicas de grabado. En 1987 viajó a Unquillo (Córdoba) para trabajar con Carlos Alonso. En 1996 recibe una beca de la Fundación Antorchas.
En 2006 fundó para sus alumnos el Grupo Boedo.
Mlynarzewicz donó su pintura de la cúpula del Teatro Regio, con el título de «La bienvenida», que le llevó 9 meses de trabajo. 
En 2010 la Secretaría de Cultura le encargó la realización de pinturas sobre los revolucionarios de mayo con motivo del bicentenario.

## Exposiciones

### Exposiciones individuales
- Galería Angelus, Buenos Aires, Argentina. (1982)[11]
- Museo de Artes Plásticas Eduardo Sívori, Buenos Aires, Argentina. (1988)
- Dom Polonini, Varsovia, Cracovia y Lodz, Polonia. (1989)
- Galería Praxis, Nueva York, EE. UU. (1991)[12][13]
- Galería Praxis, México D.F., México.  (1992)
- Museo de Arte Moderno, Buenos Aires, Argentina. (1995)[14]
- Galería Municipal de Arte, Valparaíso, Chile. (1995)[14]
- Museo José Luis Cuevas, México D. F , México. (1996)[15][14]
- British Arts Center, Buenos Aires, Argentina. (1999)
- Ro Galería de Arte, Buenos Aires, Argentina. (2004-2006-2007)
- Museo Nacional de Bellas Artes, Buenos Aires, Argentina. (2005)[14][16]
- Sala Cronopios del Centro Cultural Recoleta, Buenos Aires, Argentina. (2009).[17]
- Centro Cultural Bicentenario, Palacio del Correo, Buenos Aires, Argentina. (2010)
- Museo de Artes Plásticas Eduardo Sívori, Buenos Aires, Argentina. (2011)[18]
- Congreso de la Nación Argentina exhibe la muestra "Revolucionarios", Buenos Aires, Argentina. (2012).[19][20]
- 22° Feria Internacional del Libro de La Habana Galería "23 y 12", La Habana, Cuba. (2013).[21]
- Museo Nacional de Bellas Artes, Buenos Aires, Argentina. (2013)
- Museo Histórico Nacional, Buenos Aires, Argentina. (2015)

### Exposiciones colectivas
- Museo Nacional de Bellas Artes (Argentina), Buenos Aires, Argentina. (1984)
- Bienal de La Habana, Cuba. (1986)[14]
- Fundación Banco Patricios, Buenos Aires, Argentina. (1989)
- Bienal Internacional de Arte, Valparaíso, Chile. (1994)[14]
- Asociación Latinoamericana de Integración, Montevideo, Uruguay. (1996)
- Centro Cultural Ricardo Rojas, Buenos Aires, Argentina. (2010)
- The Smithsonian Internacional Gallery, Washington, EE. UU. (2010)[22]
- Museo Provincial de Bellas Artes Franklin Rawson, San Juan, Argentina. (2012)
- Invitado por la Academia Nacional de Bellas Artes a participar al premio Trabucco, Buenos Aires, Argentina. (2012)
- Casa Nacional del Bicentenario Artistas x la 21-Barracas, Buenos Aires, Argentina. (2013)

## Premios y distinciones
- 1983, 2º Premio Salón Nacional de Grabado, Buenos Aires, Argentina.[16]
- 1989, Premio "Pío Collivadino", Salón Nacional de Pintura, Argentina.[16]
- 1994, Premio al mejor envío extranjero, Bienal Internacional de Arte, Valparaíso, Chile.[16]
- 1994, Premio Internacional de la Crítica, por su retrospectiva en Galería Municipal de Arte, Valparaíso, Chile.[16]
- 1995, Viajero ilustre del subte. Metrovías, Buenos Aires, Argentina.[16]
- 2008, Gran Premio Adquisición, 97° Salón Nacional de Grabado, Argentina.[1][16]
- 2012, fue declarado Personalidad Destacada de la Cultura de la Ciudad de Buenos Aires.[23][24]